# Günter Helgert
Günter Helgert (* 18. Mai 1946 in Weiden in der Oberpfalz) ist ein ehemaliger deutscher Fußballspieler, der in der Saison 1970/71 acht Spiele in der Amateurnationalmannschaft bestritten und dabei zwei Tore erzielt hat.

## Laufbahn

### Verein, bis 1976
In der Jugendabteilung des SV Weiden wurde der Schüler Günter Helgert in allen Jahrgangsetappen fußballerisch ausgebildet und ab 1963 zwei Jahre in der ersten Mannschaft, welche der Bezirksklasse angehörte, im Seniorenbereich eingesetzt. Der kräftige, stetig kämpfende und beidbeinig schussstarke Stürmer wurde von der lokalen Nummer eins und Aufsteiger in die Fußball-Regionalliga Süd, der SpVgg Weiden, zur Runde 1965/66 unter Vertrag genommen.
Bei den Blau-Schwarzen vom Stadion am Wasserwerk wurde das 19-jährige Offensivtalent von Trainer Karel Finek im Debütspiel der Regionalligasaison, am 15. August 1965, im Stadion am Bieberer Berg gegen Kickers Offenbach sofort zum Einsatz gebracht. Weiden verlor das Startspiel mit 0:2 Toren und musste dabei die Klasse der Mannschaft um Siegfried Gast und Hermann Nuber anerkennen. Für den Nachwuchsspieler Helgert brachten erst die Spiele in der Rückrunde, ab dem 20. März 1966, vermehrte Spieleinsätze. Beim Kampf um den Klassenerhalt steuerte er bei den zwei Remis-Spielen gegen Rüsselsheim und Bayern Hof im Mai 1966 jeweils einen Treffer bei. Günter Helgert stand auch am 22. Mai 1966 im Team der Spielvereinigung, als am letzten Rundenspieltag der KSV Hessen Kassel mit 4:2 Toren in Weiden gewann – drei Tore von Ernst Kuster – und damit die Oberpfälzer zusammen mit dem VfR Pforzheim und ESV Ingolstadt den Weg in das Amateurlager antreten mussten. Zwölf Spiele und zwei Tore waren der persönliche Beitrag von Helgert zur Regionalligarunde 1965/66 der SpVgg Weiden.
Der junge Stürmer durchlebte ab der Saison 1966/67 neun Spielzeiten mit der Spielvereinigung in der Bayernliga. Als zur Runde 1970/71 Manfred Linz vom 1. FC Schweinfurt 05 zurückgekehrt war, profitierte davon auch der ab dem Jahre 1968 in der bayerischen Verbandsauswahl stürmende Günter Helgert. Hinter Meister und Regionalligaaufsteiger SpVgg Bayreuth platzierte sich die Spielvereinigung auf dem zweiten Rang und zog damit in die Spiele um die deutsche Amateurmeisterschaft ein. Weiden verlor zwar die beiden Spiele gegen die Amateure des VfB Stuttgart – der Schwaben-Nachwuchs zog später in das Finale ein –, aber der zwischenzeitliche Amateurnationalspieler Helgert zeichnete sich dabei trotzdem als Torschütze aus. Die zweite Vizemeisterschaft holten sich Helgert und seine Mannschaftskameraden 1972, als sie hinter dem neuen Meister FC Wacker München auf dem zweiten Rang einkamen. Damit waren aber die guten Zeiten in der Bayernliga für Helgert mit Weiden dahin. In der Runde 1974/75 stieg der Meister des Jahres 1965 in die Landesliga ab. Helgert hatte ab dem Jahr 1975 unter Asthmaanfällen zu leiden und versuchte es dadurch in der Saison 1975/76 noch mit Halbzeiteinsätzen der Spielvereinigung zu helfen. Da er aber durch die gesundheitliche Einschränkung – es wirkte sich im Training wie auch im Spiel leistungsmindernd aus – nicht mehr an seine Leistungsgrenze gehen konnte, beendete er im Sommer 1976 seine aktive Spielerlaufbahn.

### Auswahlberufungen
Der im Verein zumeist als Mittelstürmer oder auf Linksaußen stürmende Angreifer Günter Helgert gehörte ab dem Jahre 1968 dem Kader der Verbandsauswahl von Bayern an und gewann mit seinen Kameraden im Jahre 1970 den Länderpokal. Nach Erfolgen gegen Hessen, Niederrhein und Bremen setzte sich Bayern im Finale am 6. Oktober 1970 in Karlsruhe gegen die Vertretung von Nordbaden mit einem 2:0-Sieg durch. Helgert hatte seine Mannschaft dabei in der 71. Minute mit 1:0 in Führung gebracht. Er bildete zusammen mit Herbert Horn von der SpVgg Bayreuth und Roland Stegmayer vom 1. FC Nürnberg den Dreierangriff der BFV-Auswahl. Durch seine Durchsetzungsstärke, Torgefährlichkeit und variable Verwendbarkeit auf allen drei Positionen in der Spitze, wurde Helgert danach auch für DFB-Trainer Jupp Derwall interessant, der für die deutsche Fußballnationalmannschaft der Amateure verantwortlich war und an der Kaderzusammenstellung für die Olympischen Sommerspiele 1972 in München feilte. Der Mann aus Weiden wurde für die mehrwöchige Afrika-Tour im Dezember 1970/Januar 1971 der Amateurnationalmannschaft vom DFB nominiert und feierte deshalb auf dieser Auslandsreise sein Debüt in der DFB-Elf. Helgert kam vom 27. Dezember 1970 in Lagos bis zum 16. Januar 1971 in Dakar auf sechs Länderspieleinsätze und erzielte dabei zwei Treffer. Sein erstes Tor am 3. Januar 1971 in Accra gegen Ghana sicherte der deutschen Elf das 1:1-Remis und mit seinem zweiten Treffer im Länderspieldress gewannen die Derwall-Schützlinge am 13. Januar in Freetown das Spiel mit 1:0 Toren gegen Sierra Leone. Sein siebtes und achtes Länderspiel für die DFB-Amateure bestritt der Spieler aus der Bayernliga in den zwei Testspielen in Tunis und Santa Cruz/Teneriffa gegen Tunesien und Spanien am 25. bzw. 28. April 1971. Neben Helgert gehörte nur noch der zweite Torhüter Hans-Peter Schauber von Rot-Weiss Frankfurt einem Verein aus dem Amateurlager an, alle anderen Aspiranten für die Olympischen Spiele kamen zu diesem Zeitpunkt bereits aus den Regionalligen oder der Fußball-Bundesliga.
Mit der bayerischen Verbandsauswahl wiederholte Günter Helgert 1971 den Titelgewinn im Länderpokal aus dem Vorjahr. Das Endspiel am 11. Juli 1971 in Bayreuth gegen den Niederrhein – mit deren Leistungsträgern Heiner Baltes, Reiner Hollmann, Rudolf Seliger, Klaus Wunder – entschied er mit seinem Treffer in der 93. Minute zum 2:1-Sieg in der Verlängerung. Vereinskamerad Manfred Linz stürmte dabei am linken Flügel der BFV-Elf.

## Ende der Laufbahn
Helgert, der nach seinen Berufungen in die Amateurnationalmannschaft und seinen Länderpokalerfolgen Vertragsangebote vom Hamburger SV, 1860 München und dem 1. FC Nürnberg aus familiären Gründen ausgeschlagen hatte, war beruflich als Betriebsleiter einer Baufirma in Weiden tätig. Nach seiner aktiven Zeit war er noch über zehn Jahre im unteren Amateurbereich als Trainer mit dem Fußball verbunden.